# Vitalianthus
Vitalianthus là một chi rêu trong họ Lejeuneaceae.